# Gluconeogenese
Gluconeogenese is het opnieuw vormen van glucose. Bij gluconeogenese wordt glucose uit niet-koolhydraatbronnen als aminozuren en glycerol, maar vooral uit pyrodruivenzuur, gemaakt. Verder kunnen naast pyrodruivenzuur ook glycerine, di- of tricarbonzuren als uitgangsstof dienen. De glycerine (ook glycerol genaamd) is van de afbraak van vetten afkomstig en de di- en tricarbonzuren van afbraak van aminozuren uit voedsel of bij onvoldoende voedsel (honger) uit het spierweefsel.
Gluconeogenese is geen omgekeerde glycolyse. Bij gluconeogenese worden de drie onomkeerbare reactiestappen omzeild. Dit voorkomt dat glycolyse en gluconeogenese tegelijkertijd in de cel optreden. Bij dit proces kunnen enkele tussenstappen van de glycolyse in omgekeerde richting verlopen. Drie reactiestappen zijn veranderd om het proces energetisch mogelijk te maken. De belangrijkste enzymen die nodig zijn bij de gluconeogenese bevinden zich in het cytoplasma van de cel. Een uitzondering hierop is pyrodruivenzuur-carboxylase dat zich in het mitochondrium bevindt. De snelheid van de gluconeogenese wordt bepaald door het sleutelenzym fructose 1,6-difosfatase voor de omzetting van fructose 1,6-difosfaat (F-1.6BP). Acetyl-CoA beïnvloedt de activiteit van het enzym pyrodruivenzuur-carboxylase in het mitochondrium en citroenzuur doet dat bij het enzym fructose 1,6-difosfatase.
Gluconeogenese vindt bij de mens vooral in de lever plaats en in mindere mate in de nieren. Het is vooral belangrijk als er door zware inspanning veel melkzuur gevormd wordt en bij honger om de bloedsuikerspiegel op peil te houden. Dit melkzuur kan gemakkelijk omgezet worden in pyrodruivenzuur dat in de gluconeogenese gebruikt wordt. De gluconeogenese staat onder invloed van het hormoon cortisol uit de bijnierschors en voorziet in glucose als er te weinig glucose in de cellen aanwezig is en als de hoeveelheid melkzuur in het bloed toeneemt. De keuze in het lichaam voor gluconeogenese in plaats van glycolyse is zeer belangrijk, omdat gluconeogenese energie kost terwijl glycolyse energie oplevert. Het hormoon glucagon stopt de glycolyse bij een te laag glucosegehalte in het bloed en start de gluconeogenese.
De specifieke stappen in de gluconeogenese zijn: 
- de regulerende stap van de (indirecte) omzetting van pyrodruivenzuur in enolpyrodruivenzuurfosfaat; vindt gedeeltelijk plaats in de mitochondriën. Hiervoor is een Shuttle-System (de Malat-Aspartat-Shuttle) beschikbaar:
  - de carboxylering van pyrodruivenzuur in oxaalazijnzuur (OA) in het mitochondrium, waarbij 1 molecuul ATP-verbruikt wordt, door het enzym pyrodruivenzuur-carboxylase;
  - de fosforylerende decarboxylering van oxaalazijnzuur (OA) in enolpyrodruivenzuurfosfaat (PEP) in het mitochondrium, waarbij 1 molecuul GTP verbruikt wordt, door het enzym enoldruivezuurfosfaat carboxykinase of kortweg PEP-carboxykinase;
  - oxaalazijnzuur wordt tijdelijk omgezet in appelzuur voor transport uit het mitochondrium;
- de laatste stap is de vorming van glucose-6-fosfaat (G-6P) uit fructose 6-fosfaat (F-6P) door het enzym fosfoglucose-isomerase. Vrije glucose wordt niet direct gevormd, omdat glucose - in tegenstelling tot glucose 6-fosfaat - makkelijk uit de cel diffundeert. De laatste stap in de reactie vindt daarom plaats in het lumen van het endoplasmatisch reticulum. Hier bevindt zich het membraangebonden enzym glucose-6-fosfatase dat glucose-6-fosfaat omzet in glucose. Glucose wordt vervolgens voor het transport tijdelijk omgezet in cytosol.

## Glycolyse en gluconeogenese
Fosfofructokinase, hexokinase en pyrodruivenzuurkinase van glycolyse worden tijdens gluconeogenese door de betreffende fosfatasen (PEP-carboxykinase, pyrodruivenzuur carboxylase en fructose bis-fosfatase, glucose-6-fosfatase) vervangen (afsplitsing van fosfaat en geen terugwinning van ATP). Pyrodruivenzuurkinase wordt omzeild, waarbij de twee nucleoside-trifosfaten (NTPs) ATP en GTP voor de benodigde energie zorgen om de reactie in de gewenste anabole richting te drijven.

### Schema
Glycolyse (Glucose {\displaystyle \rightarrow } pyrodruivenzuur) en gluconeogenese (pyrodruivenzuur {\displaystyle \rightarrow } Glucose).
gebruikte afkortingen van de stofwisselingsproducten (metabolieten):
- G-6P Glucose-6-phosphate of Glucose-6-fosfaat;
- F-6P Fructose-6-phosphate of Fructose-6-fosfaat ;
- F-1.6BP Fructose-1.6-bisphosphate of Fructose-1.6-disfosfaat;
- GAP Glyceraldehyd-3-phosphate of Glyceraldehyd-3-fosfaat;
- DAP Dihydroxyaceton-phosphat of Dihydroxyaceton-fosfaat;
- 2.3-BPG 2.3-Bisphosphoglycerate of 2.3-Bisfosfoglyceraat;
- PG Phosphoglycerate of Glycerinezuurfosfaat;
- Pyr Pyruvate of Pyrodruivenzuur
- OA Oxalacetat of Oxaalazijnzuur;
- Mal Malate of Appelzuur;
- PEP Phosphoenolpyruvate of Enolpyrodruivenzuurfosfaat;
- Lac Lactate of melkzuur.